# Ibrahima Kassory Fofana
Ibrahima Kassory Fofana (Forécariah, 15 de abril de 1954) es un político guineano que se desempeñó como primer ministro de Guinea desde el 24 de mayo de 2018 hasta el golpe de Estado del 5 de septiembre de 2021.

## Carrera
Originalmente fue funcionario del Ministerio de Cooperación. En 1990 se convirtió en el director de Inversiones Públicas. En 1994, aceptó la propuesta del presidente Lansana Conté para convertirse en Administrador y Controlador de Obras Mayores. Cada vez más cercano a Conté, en 1996 fue delegado en la oficina del primer ministro, con responsabilidad para el presupuesto nacional. En 1997, fue ascendido a Ministro de Finanzas y Economía.
En este cargo, se volvió cada vez más en desacuerdo con Conté, y en enero de 2000 fue removido de su puesto. Decidió ir al exilio voluntario en Dakar y luego tomó asilo en los Estados Unidos, estudiando en Florida y en la Universidad Americana en Washington D. C.
Fue uno de los 24 candidatos en las elecciones presidenciales de 2010, compitiendo por el partido de Guinea para todos (GPT) que él creó.
El 11 de diciembre de 2024, la Sala de Primera Instancia del Tribunal de Represión de Delitos Económicos y Financieros (CRIEF) decidió trasladarlo a un centro especializado para una mejor atención médica.
El 27 de febrero de 2025, Ibrahima Kassory Fofana fue condenado a cinco años de prisión por el Tribunal de Represión de Delitos Económicos y Financieros (Crief). Ibrahima Kassory Fofana es declarado culpable de enriquecimiento ilícito, malversación de fondos públicos y lavado de dinero. Además de la pena de prisión, Ibrahima Kassory Fofana deberá pagar una multa de 220.000 euros.